# 11042 Ernstweber
11042 Ernstweber este un asteroid din centura principală de asteroizi. A fost denumit în amintirea medicului Ernst Heinrich Weber.

## Descriere
11042 Ernstweber este un asteroid din centura principală de asteroizi. A fost descoperit pe 3 noiembrie 1989 la Observatorul La Silla de Eric Walter Elst. Asteroidul prezintă o orbită caracterizată de o semiaxă mare de 2,34 ua, o excentricitate de 0,07 și o înclinație de 7,5° în raport cu ecliptica.